# Fudżajra (emirat)
Fudżajra – jeden z emiratów w Zjednoczonych Emiratach Arabskich. Stolicą jest miasto Fudżajra. Jako jedyny z emiratów nie jest położony nad Zatoką Perską. Również jako jedyny emirat ma trzy różne granice z Omanem. Od zachodu otoczony jest  pasmem gór Hadżar, ciągnących się od półwyspu Musandam do granicy z Omanem. Wschodnią część oblewają wody Oceanu Indyjskiego (Zatoka Omańska). 
Emirat Fudżajra jest atrakcyjnym miejscem turystycznym. W szczególności dla osób uprawiających nurkowanie lub snurkowanie.

## Flaga emiratu

Flaga Fudżajry 1952-1975

Przyjęta w 1902 flaga emiratu była cała czerwona. W 1952 dodano białą nazwę emiratu, umieszczoną pośrodku flagi. W 1975 emir Hamad I ibn Muhammad asz-Szarki zrezygnował z używania flagi emiratu i zastąpił ją flagą państwową Zjednoczonych Emiratów Arabskich.

## Lista władców
- Hamad bin Abdullah asz-Szarki as Hakim 1876–1936
- Saif ibn Hamad asz-Sharki 1936–1974
- Muhammad ibn Hamad asz-Szarki 1942–1974
- Hamad I ibn Muhammad asz-Szarki   od 1974